# Nashville (North Carolina)
Nashville is een plaats (town) in de Amerikaanse staat North Carolina, en valt bestuurlijk gezien onder Nash County.

## Demografie
Bij de volkstelling in 2000 werd het aantal inwoners vastgesteld op 4309.
In 2006 is het aantal inwoners door het United States Census Bureau geschat op 4501, een stijging van 192 (4,5%).

## Geografie
Volgens het United States Census Bureau beslaat de plaats een oppervlakte van
7,8 km², geheel bestaande uit land. Nashville ligt op ongeveer 57 m boven zeeniveau.

## Plaatsen in de nabije omgeving
De onderstaande figuur toont nabijgelegen plaatsen in een straal van 16 km rond Nashville.

## Geboren
- Roy Cooper (1957), gouverneur van North Carolina (2017-2025)